# Gogbahoun
 (mai 2013).
Si vous disposez d'ouvrages ou d'articles de référence ou si vous connaissez des sites web de qualité traitant du thème abordé ici, merci de compléter l'article en donnant les références utiles à sa vérifiabilité et en les liant à la section « Notes et références ».
Le gogbahoun est un rythme traditionnel, originaire de la ville de Ouidah dans le Sud du Bénin en Afrique de l’ouest. Danse et rythme de funérailles vaudou, le gogbahoun, donné par des cloches, des tambours et des bouteilles frappées avec des pièces de monnaie, est aussi joué dans d’autres cérémonies traditionnelles.

## Sources
1. ↑  https://lesafriques.com/author/moussa, « Le Vaudou au Bénin : plus qu’une religion, un mode de vie ! », sur Les Afriques, 11 octobre 2021 (consulté le 3 juin 2023)

- Le gogbahoun